# 江藤哲蔵

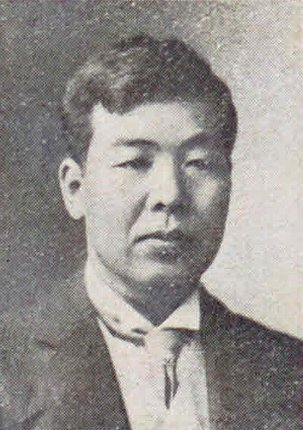
江藤哲蔵

江藤 哲蔵（えとう てつぞう、明治5年8月3日（1872年9月5日） - 大正8年（1919年）6月24日）は、衆議院議員（立憲政友会）。

## 経歴
熊本県菊池郡陣内村（現在の大津町）に江藤禎治の長男として生まれる。14歳で家督を相続する。神田共立学校で英学を学んだ後、1899年（明治32年）に東京専門学校（現在の早稲田大学）を卒業した。
1904年（明治37年）、第9回衆議院議員総選挙に出馬し、当選した。
1908年（明治41年）から翌年にかけて欧米諸国を視察。
1912年、第11回衆議院議員総選挙で再選。第12回・第13回と連続当選を果たした。その間、第1次山本内閣では逓信省勅任参事官に任命された。
哲蔵は政友会で原敬と並ぶ領袖だった松田正久の側近で、松田の死後、原敬総裁にその才幹を見込まれて1916年（大正5年）3月に政友会幹事長になった。
その他、九州商業銀行取締役、隆文館図書株式会社監査役、東亜同文会幹事を務めた。
父親の江藤禎治は士族、母親のシツは同郷の大地主で多額納税者の江藤武七郞の五女。妻のリン（1878年生まれ）は外山脩造の次女。長女ヨシ（1907年生まれ）のほか、小谷ハルとの間に庶子の勉（1919年生まれ）がいる。
妹・ヤスエは田尻寅雄に、姉・ニキは池松豊記に嫁いだ。